# Rekkared I.
Rekkared I. také Reccared I. (latinsky Reccaredus) (559–601 Toledo) byl vizigótským králem v Hispánii a Septimánii od roku 586 do roku 601. Jeho panování charakterizovalo vrcholný posun v historii křesťanství, když se v roce 587 zřekl ariánského vyznání ve prospěch katolického vyznání.
Rekkared byl mladším synem krále Leovigilda a jeho první manželky Theodosie. Měl staršího bratra Hermenegilda. Stejně jako jeho otec, měl i Rekkared za sídelní město Toledo. Vizigótští králové a šlechtici v Hispánii a Septimánii byli převážně ariánští křesťané, zatímco hispano-římská populace byla římskokatolického vyznání. Katolický biskup Leander ze Sevilly byl nápomocný při konverzi staršího syna a dědice vizigótského trůnu Hermenegilda ke katolické víře. Za tento čin byl Leander vyhnán králem Leovigildem ze země a syn Hermenegild byl popraven.

## Konverze ke katolicismu
V lednu roku 587 se Rekkared vzdal ariánského vyznání a přijal katolickou víru, což byl velký zlom pro vizigótskou Hispánii. Většina ariánských šlechticů v Toledu a okolí následovala jeho příkladu, ale ve vzdálenějších místech vznikala ariánská povstání proti katolicismu. Zejména v Septimánii v nejsevernější provincii, která se nacházela za Pyrenejemi, kde povstání vedl ariánský vůdce biskup Athaloch. Jeho přívrženci byli katoličtí nepřátelé, vyznávající Areiosovo hlásání. Burgundský král Guntram viděl povstání v Septimánii jako příležitost k získání tohoto území se kterým jeho království sousedilo a proto vyslal do Septimánie generála Desideriuse. Rekkared zareagoval tím, že do Septimánie také vyslal svou armádu, která ariánské povstalce i jejich katolické spojence s velkou převahou porazila. Desiderius sám byl zabit.,
Další spiknutí vypuklo na západě v Lusitánii, v čele se Sunnou, ariánským biskupem v Méridě a Seggou. Toto spiknutí se podařilo Rekkaredovu generálovi Claudiovi potlačit. Sunna byl vykázán do Mauritanie Tingitana (dnešní Maroko) a Seggo do Galicie. Poslední vzpourou v roce 588 v čele s ariánským biskupem Uldilou a Goiswinthou, vdovou po králi Leovigildovi, byla potlačená a biskup Uldila byl vyhoštěn ze země.

## Koncil v Toledu
Bratr Isidora, Leander ze Sevilly v květnu roku 589 svolal ve jménu krále 3. koncil v Toledu. Koncil projednával nové právo ve prospěch nového katolického království. Leander a katoličtí biskupové okamžitě zavedli zákon vynucující konverzi Židů a prohlásili pozůstatky ariánství jako „kacířství“.
Informace o další vládě krále Rekkareda jsou sporné. Jan z Biclara, Rekkaredův současník, končí své zápisky u 3. koncilu v Toledu. Isidor ze Sevilly oceňuje jeho mírovou vládu, milost a velkorysost. Vrátil dokonce i soukromý majetek včetně toho, který byl zabaven jeho otcem. Založil mnoho kostelů a klášterů. Papež Řehoř Rekkareda v srpnu 599 písemně (Epp. IX. 61, 121) velebí a to zejména pro odmítání úplatků, které mu nabízeli Židé za zrušení zákonů proti nim. Poslal Rekkaredovi kus Svatého Kříže, fragmenty řetězce svatého Petra a vlasy svatého Jana Křtitele.
Rekkared zemřel přirozenou smrtí v Toledu. Nástupcem byl jeho mladistvý syn Liuva II.